# Хълмов гълъб
Хълмов гълъб (Columba rupestris) е вид птица от семейство Гълъбови (Columbidae).

## Разпространение
Видът е разпространен в Афганистан, Бутан, Индия, Китай, Казахстан, Киргизстан, Монголия, Непал, Пакистан, Русия, Северна Корея, Таджикистан, Туркменистан и Южна Корея.